# Sven-Åke Adler
Sven Åke (Sven-Åke) Holgersson Adler, nacido el 26 de junio de 1922 en la parroquia de Sankt Johannes en la ciudad de Estocolmo y fallecido el 19 de abril de 1993 en la parroquia de Västerled en Provincia de Estocolmo, fue un militar sueco.

## Biografía
Después de obtener su bachillerato en el Instituto Superior de Lidingö en 1943, Adler se graduó como oficial de la marina en la Escuela Real de Guerra Naval en 1946 y fue nombrado alférez ese mismo año en el Regimiento de Artillería Costera de Vaxholm, donde ascendió a teniente en 1948. A principios de la década de 1950, participó como actor en una película educativa sobre la navegación en el archipiélago. Realizó el Curso Superior de Minas en la Escuela Real de Guerra Naval entre 1954 y 1956, fue profesor de guerra de minas en la misma institución entre 1956 y 1957 y fue ascendido a capitán en 1958. Prestó servicio en la Expedición de Comando de Defensa entre 1961 y 1963. En 1963, fue ascendido a mayor y trabajó en el estado mayor del inspector de artillería costera entre 1963 y 1964, así como en la División de Planificación del Estado Mayor de la Marina entre 1964 y 1968, donde fue ascendido a teniente coronel en 1966. Fue jefe de la Escuela de Minas de Artillería Costera entre 1968 y 1969, estudió en la Escuela Superior de Defensa en 1969, y fue jefe de Estado Mayor en el Comando Militar de Gotland entre 1969 y 1971. En 1971, fue ascendido a coronel, tras lo cual fue jefe de la Sección II del Estado Mayor de la Marina entre 1971 y 1974 y jefe del Regimiento de Artillería Costera de Vaxholm entre 1974 y 1977. En 1977, fue ascendido a coronel de primera clase y fue jefe de la Defensa de Artillería Costera de Estocolmo entre 1977 y 1981, tras lo cual ingresó en la reserva en 1982.
Sven-Åke Adler fue elegido miembro de la Real Sociedad de Oficiales Navales en 1968, y en 1973 fue elegido miembro de la Real Academia de Ciencias Militares.
Sven-Åke Adler era hijo del empleado bancario Holger Adler y de Elin Ottosson. Se casó en 1953 con Solveig Kjellberg (1923–2007). La pareja está enterrada en el jardín de la memoria del cementerio de Galärvarv en Estocolmo.

## Otras lecturas
- Persson, Lars G. (1993). “Dibujos de memoria. Sven-Åke Adler" . Diario de la Armada sueca : p. 163–164 .